# Pareiorhaphis parmula
Pareiorhaphis parmula är en fiskart som beskrevs av Pereira 2005. Pareiorhaphis parmula ingår i släktet Pareiorhaphis och familjen Loricariidae. Inga underarter finns listade i Catalogue of Life.